# Arbeiterkolonie Haus Maria-Veen
Die Arbeiterkolonie Haus Maria-Veen in Reken ist eine Einrichtung der stationären Wohnungslosenhilfe und befindet sich, zusammen mit der 1908 gegründeten Arbeiterkolonie St. Antoniusheim Vreden, in der Trägerschaft des Vereins für katholische Arbeiterkolonien in Westfalen mit Sitz in Münster in Westfalen.

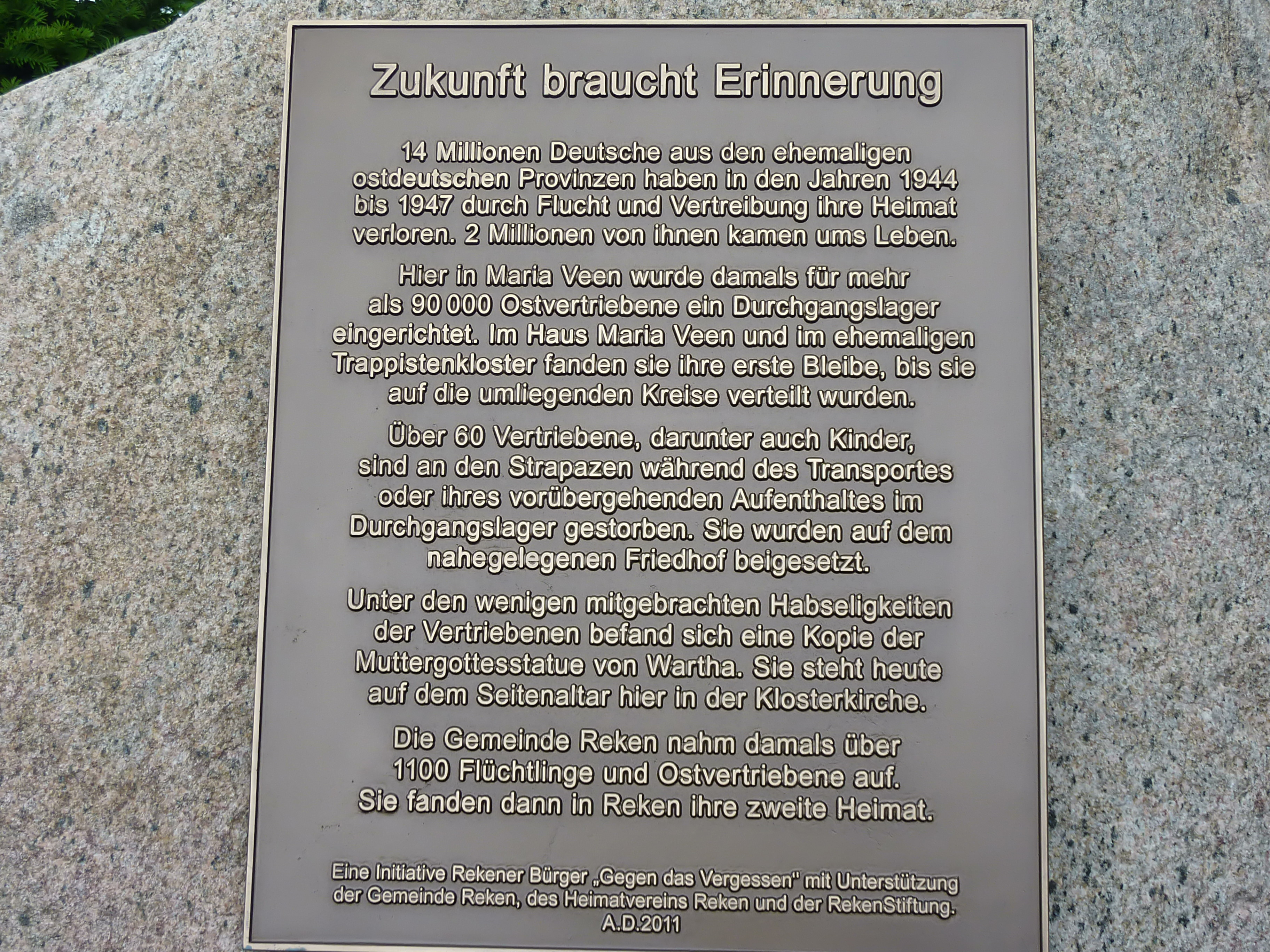
Gedenktafel in der Arbeiterkolonie Haus Maria-Veen

## Geschichte
Am 1. Oktober 1888 wurde die Arbeiterkolonie Haus Maria Veen als Arbeiterkolonie für Wanderarbeiter gegründet und später als Einrichtung der Wohnungslosenhilfe weitergeführt.
Der Trappistenorden übernahm die Leitung der Kolonie und Pater Anselm taufte die Kapelle auf den Namen „Maria Veen“. Der Name dieser Kapelle wurde danach als Name für die erste Arbeiterkolonie in Westfalen übernommen.
1890 lebten bereits 133 Kolonisten in Maria Veen. Wegen der erhöhten Nachfrage wurde das Haus 1926 um mehrere Gebäude erweitert. Hierbei entstand auch der Heidehof, das älteste, heute noch existierende Gebäude.
Während der Zeit des Nationalsozialismus wurde den Trappisten die Leitung entzogen. Ein Parteifunktionär wurde eingesetzt und die Einrichtung für Kriegszwecke, auch als Gefangenenlager für französische Kriegsgefangene, verwendet.
Nach dem Zweiten Weltkrieg wurde das Haus Maria Veen als Durchgangslager für mehr als 90.000 Ostvertriebene eingerichtet. Für zurückbleibende kranke und alte Menschen wurden ein Hilfskrankenhaus und ein Altenheim errichtet. Die Einrichtung nahm danach ihre eigentliche Bestimmung hauptsächlich wieder auf.
In der nachfolgenden Zeit wurde das Haus Maria Veen weiter ausgebaut, und es wurden neue Plätze im Bereich der Tagesstruktur geschaffen. Am 15. September 2013 konnte der 125. Geburtstag gefeiert werden. Bischof Felix Genn zelebrierte den Festgottesdienst.

## Auftrag und Angebote
Die Arbeiterkolonie soll wohnungslosen Menschen in besonderen sozialen Schwierigkeiten durch arbeits- und sozialtherapeutische Maßnahmen sowie seelsorgerische Beratung in die Lage versetzen, zu sich selbst und anderen zu finden, um so neue Perspektiven und Mut zum Leben zu entwickeln.
Daneben gibt es ein ambulantes Angebot für in Not geratene Menschen. Es begleitet im Anschluss der stationären Hilfe den Übergang zu einer selbständigen und eigenverantwortlichen Lebensführung. Verschiedene Wohngruppen, dezentrale Wohneinheiten und die enge Zusammenarbeit mit dem ambulant betreuten Wohnen helfen bei einer Reintegration in die Gesellschaft.
In Begleitung qualifizierter Arbeitsanleiter bestehen Beschäftigungsmöglichkeiten, die der Tagesstrukturierung dienen, einen Zuverdienst ermöglichen und auf den allgemeinen Arbeitsmarkt vorbereiten. Beispiele hierfür sind: Land- und Viehwirtschaft, Gärtnerei, Tischlerei, Schlosserei, Montagewerkstätten, Haustechnik, Küche und Hauswirtschaft.

## Ziele
Das Ziel der Hilfe orientiert sich an den Fähigkeiten der einzelnen Bewohner mit folgenden Schwerpunkten:
- Die Bewohner zu befähigen, selbständig außerhalb der Einrichtung zu wohnen.
- Die Bewohner zu befähigen, so weit wie möglich in weniger intensiven Betreuungsformen selbständig zu leben.
- Den Bewohnern gegebenenfalls zur Sicherung des Lebensunterhaltes eine Beheimatung zu gewähren, um eine Verschlimmerung der Situation oder ein Abgleiten in frühere Verhaltensmuster zu verhindern.